# Kostel Sant'Agata dei Goti
Kostel Sant'Agata dei Goti ( italsky Chiesa di Sant'Agata dei Goti) je jeden z kostelů Říma, na via Mazzarino, ve čtvrti Monti. Současným titulářem kostela je kardinál Raymond Leo Burke.

## Historie
Kostel byl založen v 5. století římským generálem Ricimerem pro Góty. Gótové byli ariáni, takže když byli ariáni v Římě potlačeni, budova byla převzata katolickou církví (592–593) a zrekonstruována papežem Řehořem I. Velikým. Dále byla zrestaurována v 16. a 17. století. Je to jediný ariánský kostel dochovaný v Římě.
Budova byla restaurována v 9. století a vedle ní byl postaven benediktinský klášter.
Apsida kostela se roku 1589 zhroutila, a v roce 1633 byl kostel částečně přestavěn, bez větších změn samotné budovy, kromě nové apsidy. Malé nádvoří před kostelem byl založeno v této době. V tomto kostele do roku 1926 sloužili kněží z Kongregace Nejsvětějších stigmat Našeho Pána Ježíše Krista. Jejich generalát k tomuto kostelu přiléhá.

## Exteriér
Fasáda byla přestavěna roku 1729 Francescem Ferrarim. Reliéf nade dveřmi ukazuje svatou Agátu s useknutým prsem na tácu; její mučitelé ji uřízli prsa, když se odmítla vzdát víry v Krista.
Vchod z ulice Via Mazzarino se otevírá na nádvoří ze 17. století. V letech 1836–1926 patřil Irské koleji. Kardinál Paul Cullen, bývalý rektor Irské koleje, modeloval kostel Koleje Svatého Kříže v Dublinu podle plánů tohoto kostela svaté Agáty. Románská zvonice pochází z 12. století.

## Interiér
I když byl kostel v 19. století zrekonstruován do barokního stylu, jsou zde vidět stopy plánu z 5. století. Budova kostela je trojlodní. Žulové sloupy oddělující hlavní lodě jsou starobylé.
Freska v apsidě ukazuje Slávu svaté Agáty, vytvořenou v 17. století Paolem Gismondim. Je zde baldachýn nad oltářem pocházející ze 12. nebo 13. století. Má čtyři sloupce z mramoru, a vše zdobené mozaikou Cosmatesque. Bývalý baldachýn byl zničen roku 1589; fragmenty mohou být vidět ve stropě hlavní kaple na levé straně.
Dlažba z 15. století v hlavní lodi je neobvyklá, ale velmi pěkná. Jedná se o velmi pozdní příklad cosmatesco stylu. Obdélníková okna byla nainstalována v 17. století na žádost kardinálů Francesca a Antonia Barberiniových. U oltáře sv. Agáty se nachází velká socha světice.
Ricimer, zde pohřbený, zde nechal udělat mozaiku. Ta byla roku 1589 zničena, když se apsida zhroutila. Řecký humanista Janus Lascaris je pohřben v kostele.

## Liturgie
Dne 2. prosince je zde slaven svátek řeckých mučedníků, jejichž relikvie se nachází v tomto kostele. Ten je obvykle slaven večerní mší s liturgií byzantského katolického ritu.
Dalšími významnými svátky jsou; svátek svaté Agáty (5. únor) a sv. Gaspara Bertoniho (12. červen).

## Kardinálové tituláři
Od 21. října 2003 do své smrti 16. dubna 2010 byl ustanoven kardinálem-jáhnem u Sant'Agata dei Goti kněz českého původu Tomáš kardinál Špidlík. Kardinál Raymond Leo Burke byl jmenován kardinálem jáhnem a v roce 2021 povýšen pro hac vice na kardinála kněze